# دوري السوبر الإندونيسي 2009–10
دوري السوبر الإندونيسي 2009–10 (بالإندونيسية: Divisi Utama Liga Indonesia 2009–2010) هو موسم من الدوري الإندونيسي الممتاز ‏. فاز فيه برسيبو بوجونيغورو.